# August Lindgren
August Ludvig Lindgren (ur. 31 lipca 1883 w Kopenhadze, zm. 1 czerwca 1945 tamże) – duński piłkarz występujący podczas kariery na pozycji napastnika.
Srebrny medalista z Letnich Igrzysk Olimpijskich 1908 w Londynie. Razem z kolegami przegrali dopiero w finale z Wielką Brytanią.
Całą swoją karierę spędził w Kjøbenhavns Boldklub.